# 顺序统计量
在统计学中，样本的第{\displaystyle k}顺序统计量（英語：Order Statistics）即它从小到大排列时的第{\displaystyle k}个值，常用于非参数估计与推断中。常见的顺序统计量包括样本的最大值、最小值、中位数等。

## 记号
任给样本{\displaystyle x_{1},x_{2},\cdots ,x_{n}}，将其从小到大排成一列，记为：{\displaystyle x_{(1)},x_{(2)},\cdots ,x_{(n)}.}则其第一顺序统计量（即最小值）为{\displaystyle x_{(1)}}，第{\displaystyle n}顺序统计量（即最大值）为{\displaystyle x_{(n)}}。

## 概率
随机变量{\displaystyle X_{(k)}}的累积分布函数{\displaystyle F_{k}(x)}由下式给出{\displaystyle F_{k}(x)=\sum _{j=k}^{n}{\binom {n}{j}}(F(x))^{j}(1-F(x))^{n-j},\quad x\in \mathbb {R} ,}
将累积分布函数求导可得其概率密度函数{\displaystyle f_{k}(x)}为
{\displaystyle f_{k}(x)={\frac {n!}{(k-1)!(n-k)!}}(F(x))^{k-1}(1-F(x))^{n-k}f(x),\quad x\in \mathbb {R} .}

### 連續均勻樣本
從单位区间上的連續型均勻分布取得的樣本，其各順序統計量的边缘分布屬於Β分布族。此外，任意幾個順序統計量的联合分布也有簡單的表示。本節將作介紹。藉賴累积分布函数（cdf），該些結果亦可推廣到任意連續分佈。
本節中，{\displaystyle X_{1},X_{2},\ldots ,X_{n}}表示以{\displaystyle F_{X}}為cdf的一組隨機樣本。記{\displaystyle U_{i}=F_{X}(X_{i})}，則{\displaystyle U_{1},\ldots ,U_{n}}是從標準連續均勻分布抽取的對應樣本。由{\displaystyle F_{X}}的單調性，後者的順序統計量為{\displaystyle U_{(i)}=F_{X}(X_{(i)})}。
順序統計量{\displaystyle U_{(k)}}的概率密度函數（pdf）等於
{\displaystyle f_{U_{(k)}}(u)={n! \over (k-1)!(n-k)!}u^{k-1}(1-u)^{n-k}.}
換言之，均勻分佈的第{\displaystyle k}順序統計量遵循Β分布
{\displaystyle U_{(k)}\sim \operatorname {Beta} (k,n+1\mathbf {-} k).}
證明如下：欲使{\displaystyle U_{(k)}}介乎{\displaystyle u}與{\displaystyle u+\mathrm {d} u}之間，樣本須恰有{\displaystyle k-1}個元素小於{\displaystyle u}，並至少有一個介乎{\displaystyle u}與{\displaystyle u+\mathrm {d} u}之間。該區間包含多於一個元素的概率已是{\displaystyle O(\mathrm {d} u^{2})}（使用了大O符號），故衹需計算{\displaystyle (0,u)}、{\displaystyle (u,u+du)}、{\displaystyle (u+du,1)}三區間分別恰有{\displaystyle k-1}、{\displaystyle 1}、{\displaystyle n-k}個元素的概率。此即三項分佈概率
{\displaystyle {n! \over (k-1)!(n-k)!}u^{k-1}\cdot \mathrm {d} u\cdot (1-u-\mathrm {d} u)^{n-k},}
故上述pdf公式成立。該分佈的平均值為{\displaystyle k/(n+1)}。